# Celia peuceta
Celia peuceta (o semplicemente Cælia) fu un antico insediamento di età arcaico-classica che sorgeva sul sito dell'odierno quartiere di Ceglie del Campo, nel comune di Bari, in Puglia.
Non va confusa con l'omonima città, situata nella Provincia di Brindisi.

## Storia
L'antico centro peuceta di Καιλία, identificato con la romana Caelia, sorgeva a 70 m s.l.m., su un pianoro delimitato a est e a ovest dai torrenti Fitta e Picone, 5 km a sud di Bari, dove oggi insistono gli abitati moderni di Ceglie del Campo e Carbonara di Bari. Le fonti letterarie non dicono nulla sulla sua origine, sebbene la si trovi citata da numerosi scrittori e storici latini e greci, tra cui Strabone, Tolomeo e da fonti geografiche e itinerarie (Tabula Peutingeriana, Anonimo Ravennate e Guidone). Le recenti indagini archeologiche hanno
dimostrato che il pianoro su cui sorse la città e il territorio circostante erano già frequentati in età protostorica, con modalità al momento non ancora ben definite.
L'età del Ferro è attestata da alcuni frammenti di ceramica di impasto rinvenuti sia lungo il  percorso della lama Fitta, sia in alcune grotticelle artificiali in località Reddito, Buterrito, Tufaia, localizzabili a est dell'abitato moderno.
I secoli VII-VI a.C. sono documentati da aree di necropoli, individuate all'interno del circuito murario: la principale sembra essere quella in località Sant'Angelo a nord-ovest del centro moderno di Ceglie. La tipologia delle tombe è varia: a fossa, scavate nel banco roccioso con il defunto deposto in posizione rannicchiata e con il corredo disposto intorno (per lo più formato da ceramica geometrica apula e ceramica acroma); a sarcofago, chiuse da lastroni di pietra talvolta con tracce di decorazione pittorica, e tombe più monumentali del tipo a semicamera, dotate di ricco corredo.
Tra il V e il IV sec. a.C. si assiste allo sviluppo di un vero e proprio abitato urbano, difeso da una cinta muraria lunga 5 km, ora conservata in pochi tratti a causa di un sistematico smantellamento effettuato durante i primi anni del secolo scorso (i blocchi furono infatti reimpiegati per la realizzazione del lungomare di Bari). La struttura, dotata di quattro porte, era a doppia cortina, realizzata con blocchi sbozzati di varie dimensioni alloggiati senza malta con l'impiego di zeppe, e riempimento interno costituito da pietrame. Il percorso è ben ricostruibile in base ai resti rinvenuti ed alle tracce da fotografia aerea sia a oriente che a occidente, anche perché condizionato dalla  presenza dei due torrenti. Risulta ancora visibile per alcuni tratti sul lato meridionale, in località Porta Mura, mentre il tratto settentrionale è più problematico: alcuni studiosi infatti propendono per includere buona parte del moderno centro di Carbonara di Bari, mentre altri tendono a farle girare prima, a nord-ovest dell'attuale Ceglie del Campo.
In età ellenistica la città raggiunge il suo pieno sviluppo dimostrato dal rinvenimento di numerose tombe, con corredi ricchi di ceramiche dipinte a vernice nera o a figure rosse, appartenenti al ceto dirigente fortemente ellenizzato.
Nei corredi tombali di V sec. a.C. si ritrovano infatti vasi di notevole pregio di provenienza attica, come quelli attribuiti al Pittore delle Niobidi, al Pittore di Eretria, al Pittore di Calliope e di Crodo, e anche ambre figurate prodotte in Lucania e in Daunia, e statue di metallo, come quella dell'Apollo saettante, di produzione metapontina. Verso la metà del secolo diventa sempre più preferenziale il rapporto della città con il mercato delle colonie magnogreche, testimoniato dalla presenza delle prime produzioni della scuola “protolucana” (Pittore di Amycos), ma anche dei prodotti di grandi ceramisti attivi nella colonia di Thurii (Pittore delle Carnee e il Pittore della Nascita di Dioniso).
La città conserva una posizione di rilievo anche in età romana quando divenne civitas sociorum, come attestano le emissioni monetali in argento e in bronzo di III sec. a.C. con legenda in greco ΚΑΙΛΙΝΩΝ. Relative a questo periodo sono anche alcune strutture abitative che testimoniano l'espansione della città su buona parte del pianoro.
Sul finire del III sec. a.C. si è constatato un progressivo impoverimento dei corredi, segno di una crisi del centro forse anche per la progressiva ascesa della città di Barium, le cui strutture portuali vengono sempre più potenziate. Le uniche testimonianze relative all'occupazione dell'area in età tardorepubblicana provengono dagli scavi condotti in località Sant'Angelo, dove sono state portate alla luce numerose cisterne e fosse di scarico databili tra il III e il I secolo a.C. Inoltre in località San Nicola lo scavo ha permesso di documentare una frequentazione arcaica e classica, alla quale si sovrappongono tombe del III secolo a.C. coperte poi da uno strato di tufina pressata che dimostra una nuova destinazione abitativa dell'area in età tardorepubblicana, confermata ulteriormente dal rinvenimento di resti di un'altra abitazione articolata in più ambienti e datata alla stessa fase.
Nella riorganizzazione del territorio effettuata a partire dalla guerra sociale (89 a.C.), la città strutturata a municipio viene ascritta alla tribù Claudia, insieme a Barium e Rubi. Probabilmente in questo periodo venne posta sotto la guida di quattorviri, così come è attestato da un'iscrizione di I secolo d.C.
In età imperiale con la costruzione della via Traiana, si assiste allo sviluppo dello scalo portuale di Barium, che contribuisce alla decadenza di diversi centri della Peucezia interna tra cui Caelia stessa.
Delle vestigia dell'antica Caelia sono visibili alcune necropoli e sparuti lacerti della cinta muraria.